# Щербаки (Тверская область)
Щербаки — упразднённая деревня в Удомельском городском округе Тверской области России.

## География
Урочище находится в северной части Тверской области, в зоне хвойно-широколиственных лесов, в пределах северо-восточных отрогов Валдайской возвышенности, к югу от озера Иловец, на расстоянии примерно 31 километра (по прямой) к северо-востоку от города Удомли, административного центра округа. Абсолютная высота — 182 метра над уровнем моря.

### Климат
Климат характеризуется как умеренно континентальный, с умеренно холодной снежной зимой и относительно тёплым летом. Среднегодовая температура воздуха — 3,5 °C. Средняя температура воздуха самого холодного месяца (января) — −9,8 °C (абсолютный минимум — −48 °C), средняя температура самого тёплого (июля) — +17,4 °С (абсолютный максимум — +36 °С). Годовое количество атмосферных осадков составляет в среднем 600—700 миллиметров, из которых большая часть выпадает в тёплый период.

## История
В «Списке населенных мест Тверской губернии по сведениям 1859 года» населённый пункт упомянут как владельческое сельцо Вышневолоцкого уезда, расположенное при колодцах, в 82 верстах от уездного города. В сельце насчитывалось 7 дворов и проживало 47 человек (22 мужчины и 25 женщин).
По данным 1915 года, в Щербаках имелось 18 дворов. В административном отношении деревня входила в состав Парьевской волости.
По состоянию на 1951 год входила в состав Иловского сельсовета.